# ルイス・ファンゼルスト

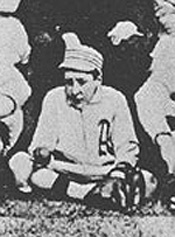
ルイス・ファンゼルスト

ルイス・ファンゼルスト（Louis Van Zelst、1895年 - 1915年3月）は、アメリカ・メジャーリーグのフィラデルフィア・アスレチックスで、1910年頃にバットボーイをしていた人物。ペンシルベニア州フィラデルフィア生まれ。アスレチックスを率いていたコニー・マックが、『幸運のお守り』としてチームに帯同させていた。ニックネームは"Little Louie"（リトル・ルーイ）。

## 来歴・人物
ファンゼルストは8歳のときに、ワゴンから落ちた際脊髄に怪我を負い身長が伸びなくなり、後に痙攣を伴う背中の痛みのために背中が丸まってしまった。小さい時からスポーツが大のお気に入りで、ペンシルベニア大学の試合などをよく見に行っていたようである。
1909年のある日、ファンゼルストはアスレチックスの本拠地シャイブ・パークの廻りをうろついていて、アスレチックスの監督だったコニー・マックの目にとまる。マックはファンゼルストに、選手達のバットの管理はできるかと尋ね、その日のゲームのバットボーイを任せることにした。その日の試合にアスレチックスは勝利し、マックは彼をバットボーイとしてずっとアスレチックスに帯同させることを決め、当時アスレチックスに所属していたジャック・クームスとジャック・バリーに彼の世話役を任せた。
マックがファンゼルストを気に入った理由は、1900年代当時『せむし』が幸運を招くという迷信があったためで、彼はアスレチックスの選手達に気に入られ、選手達はこぞってファンゼルストの背中をさすって縁起かつぎをした。明るく、賢くてのんきな性格だったといい、当時アスレチックスのライバルだった、ニューヨーク・ジャイアンツのジョン・マグローや、デトロイト･タイガースの監督だったヒューイー・ジェニングスのものまねも披露していたそうである。チームに帯同するうち、ファンゼルストはライバルチームのスター選手たちにも気に入られるようになり、ナップ・ラジョイ、タイ・カッブ、エド・ウォルシュらは彼の熱心なファンだったという。
1911年頃まで、ファンゼルストがバットボーイをしていたのはアスレチックスのホームゲームだけで、ワールドシリーズ以外はチームの遠征には参加していなかった。彼は1910年から1914年までバットボーイとしてチームにいたが、その間アスレチックスは4度のリーグ優勝を飾り、出場したワールドシリーズを3度制覇している。ファンゼルストは球団から直接給料をもらってはいなかったが、アスレチックスの選手達が出し合って年に250ドルほどのお小遣いをもらっていたそうである。
ファンゼルストは1915年3月に突如体調を崩し、診断を受けて2日後にペンシルベニアで亡くなった。「ブライト病」と呼ばれる腎臓の疾患によるものだった。単なる偶然か、この年からアスレチックスは7年連続リーグ最下位という冬の時代に入ることになる。